# تشارلي كارتر (لاعب كرة قدم)
تشارلي كارتر (بالإنجليزية: Charlie Carter)‏ هو لاعب كرة قدم بريطاني في مركز الوسط، ولد في 25 أكتوبر 1995 في إنجلترا في المملكة المتحدة. لعب مع نادي وكينغ.

## وصلات خارجية
- تشارلي كارتر (لاعب كرة قدم) على موقع قاعدة بيانات كرة القدم.إي يو (الإنجليزية)
- تشارلي كارتر (لاعب كرة قدم) على موقع Soccerbase.com (لاعب) (الإنجليزية)